# Juliet Burke (Lost)

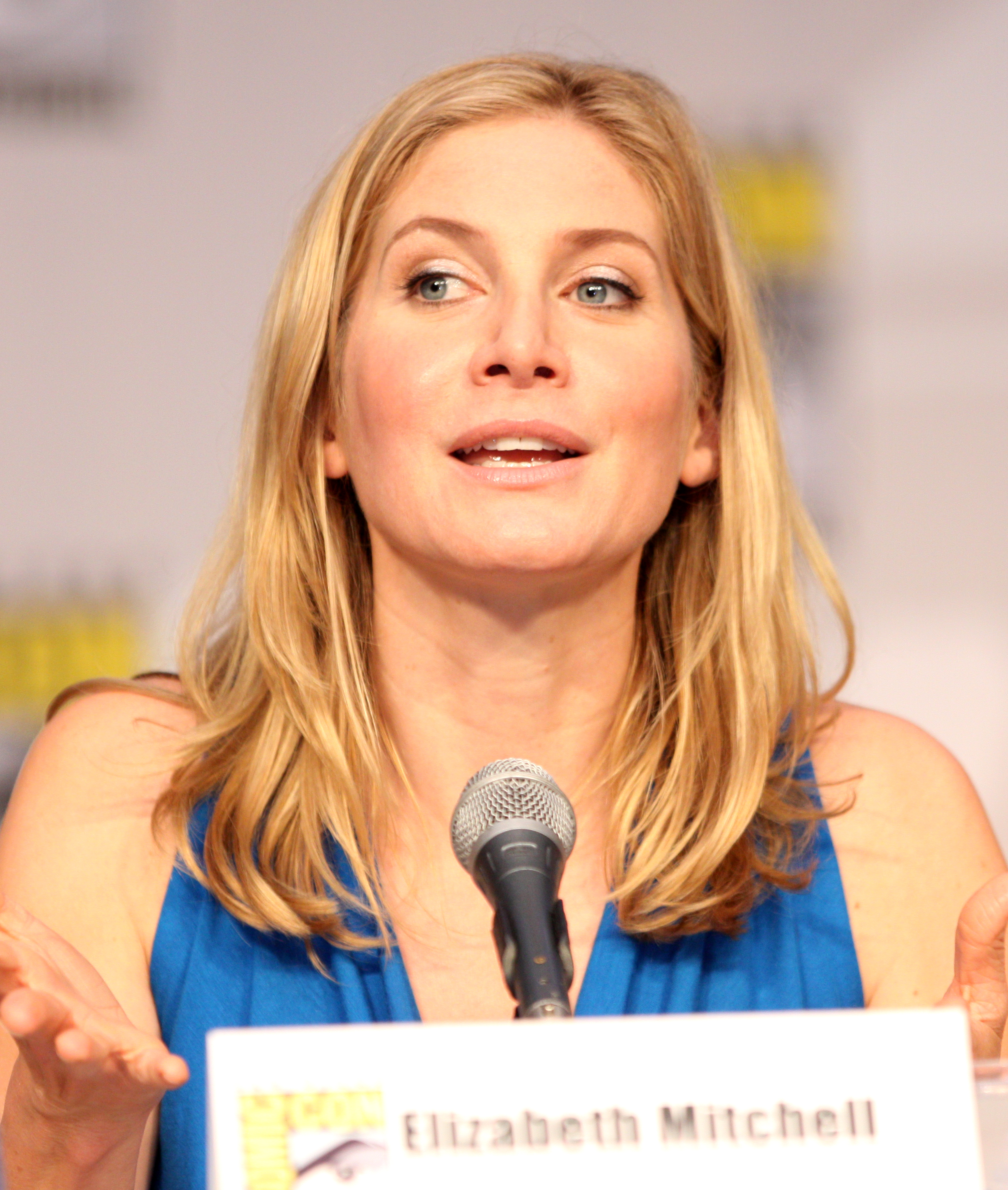
Juliet Burke

Juliet (Elizabeth Mitchell) este unul dintre personajele principale din serialul de televiziune american Lost. E o persoana ciudata la inceput, care pare a fi de partea ambelor tabere. Sfarsitul seriei a treia ne-o dezvaluie in tabara naufragiatilor.